# قائمة الأطباق المحضرة من الجبن

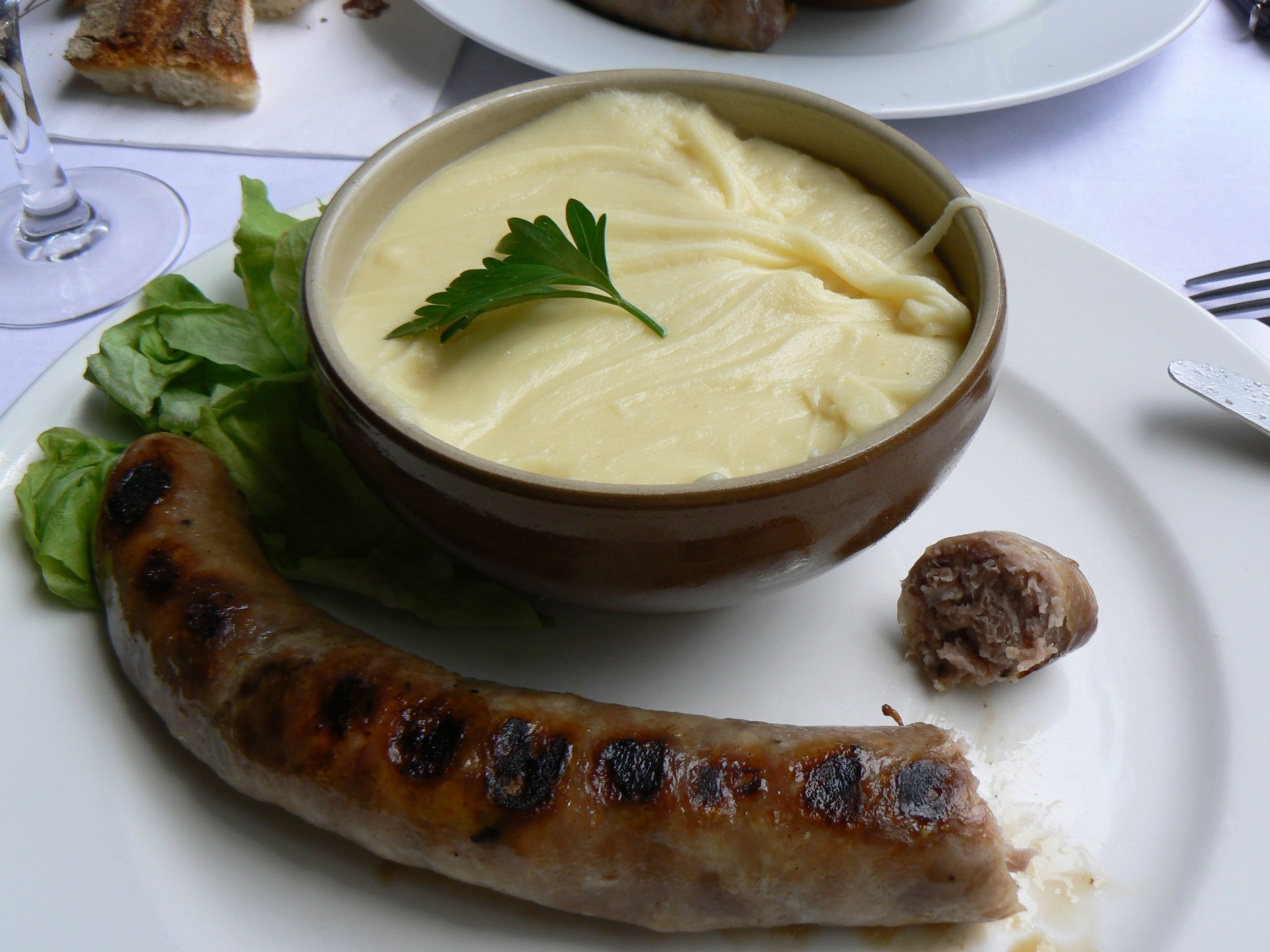
أليغو هو طبق إقليمي من المطبخ الفرنسي يُصنع من الجبن المذاب المخلوط بالبطاطا المهروسة، ويضاف أحياناً الثوم

تتضمن هذه المقالة "أبرز الأطباق العالمية التي يدخل الجبن في تكوينها كمكوّن أساسي، أو باعتباره عنصر مهم في الطبق أو الغذاء. الجبن هو طعام مشتق من الحليب، يُصنّع في كافة الدول العالم بنكهات مختلفة وقوام وأشكال مختلفة عن طريق ترويب بروتين الحليب الكازين. يشتمل الجبن على البروتينات والدهون من الحليب الذي يكون عادة حليب أبقار أو جاموس الماء أو الماعز أو الغنم.

## أطباق وأطعمة تحضّر من الأجبان

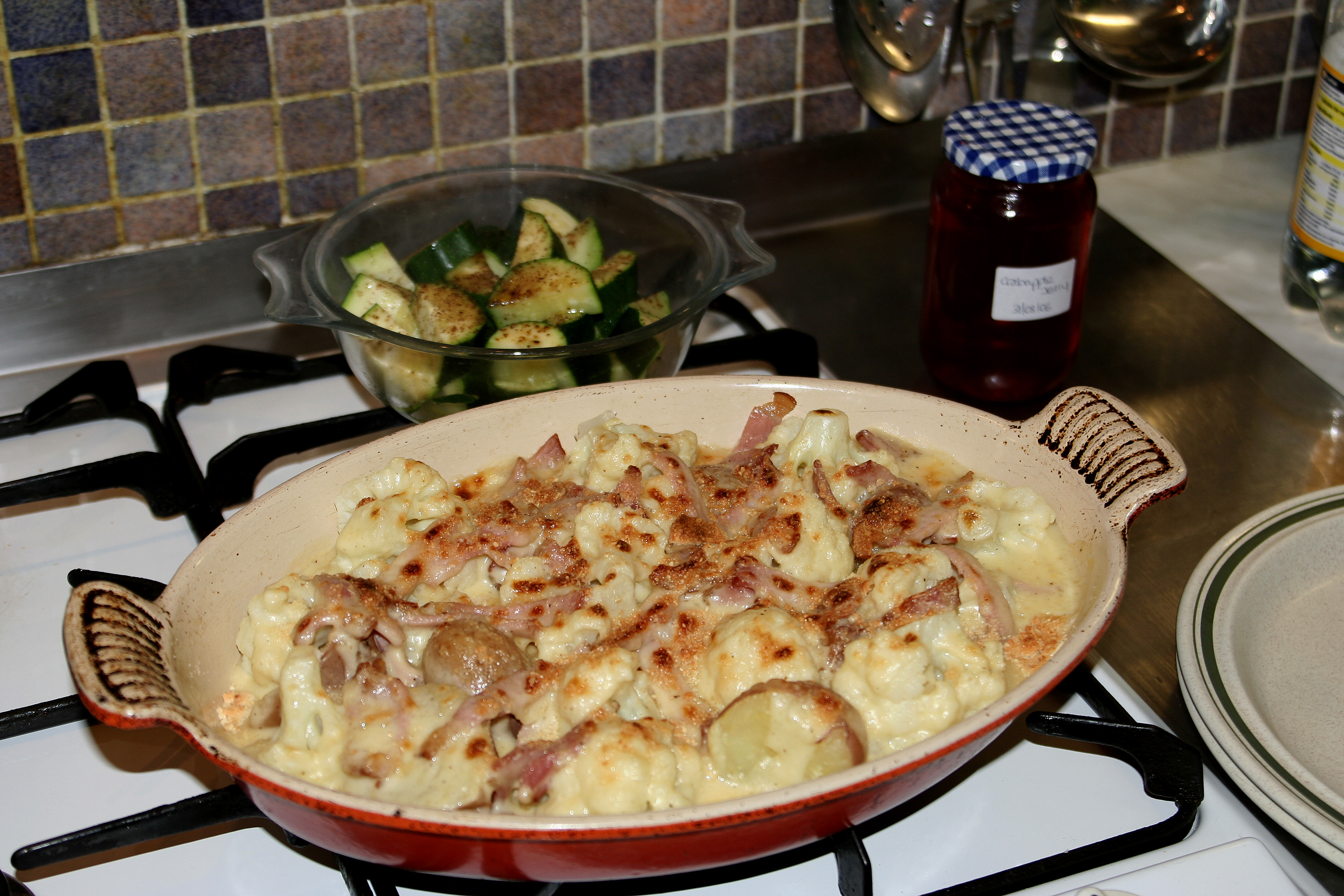
قرنبيط بالجبن

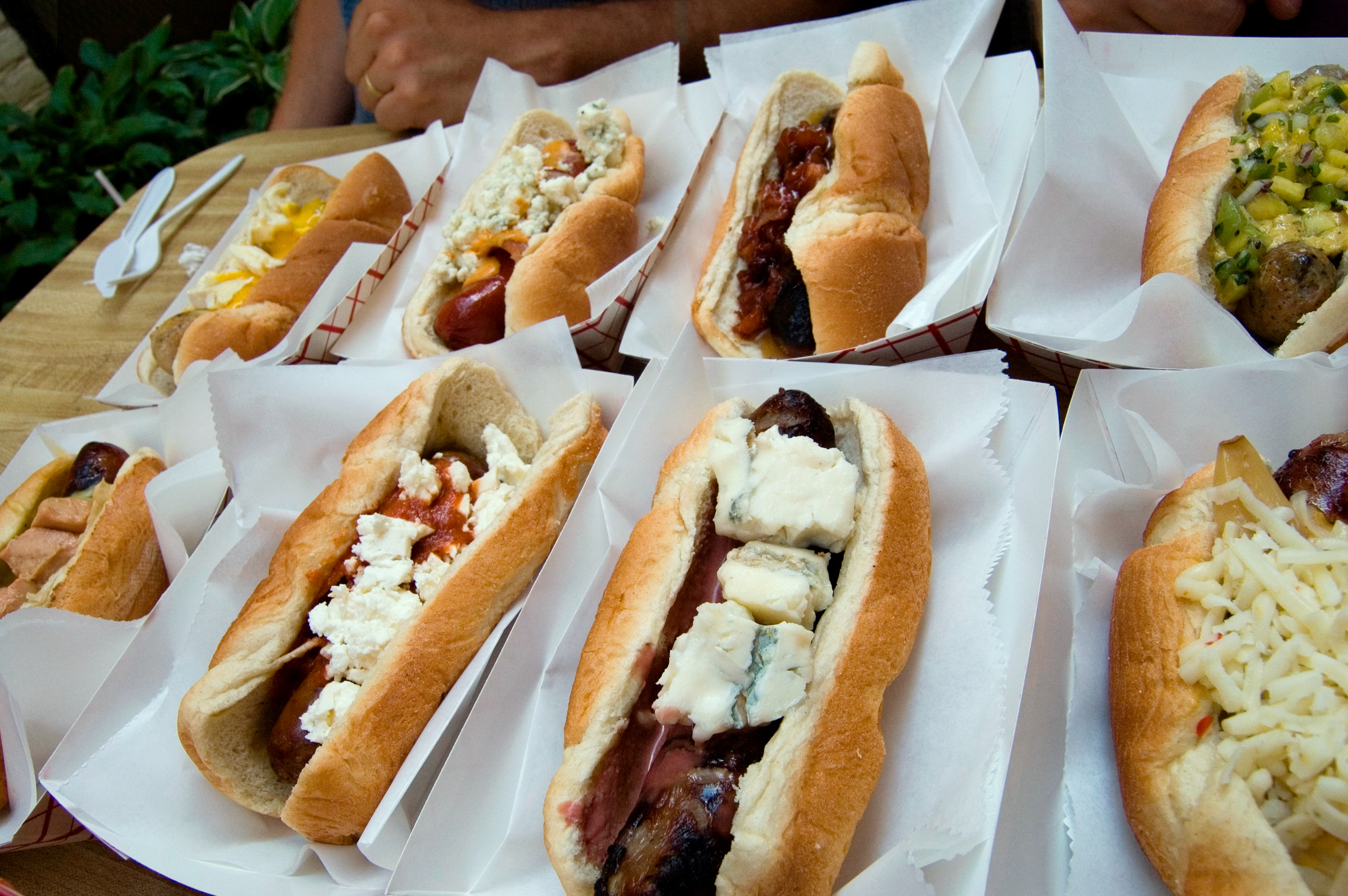
تشكيلة من هوت دوغ الجبن

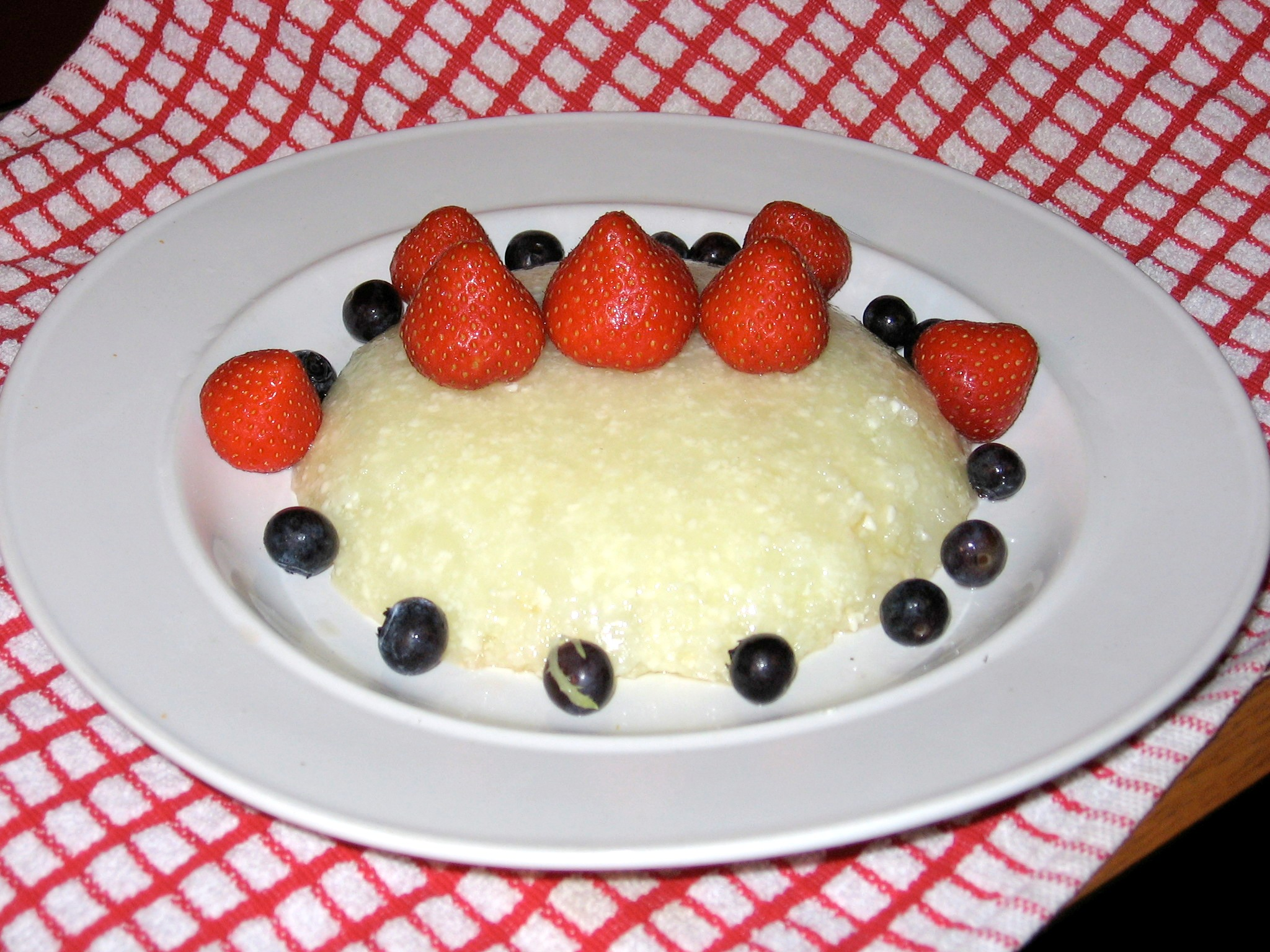
بودينغ الجبن

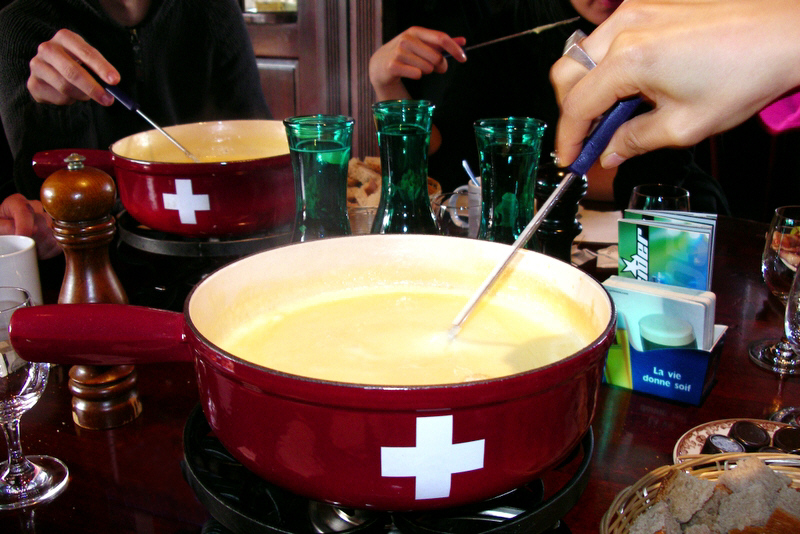
جبنة معدّة للتغميس

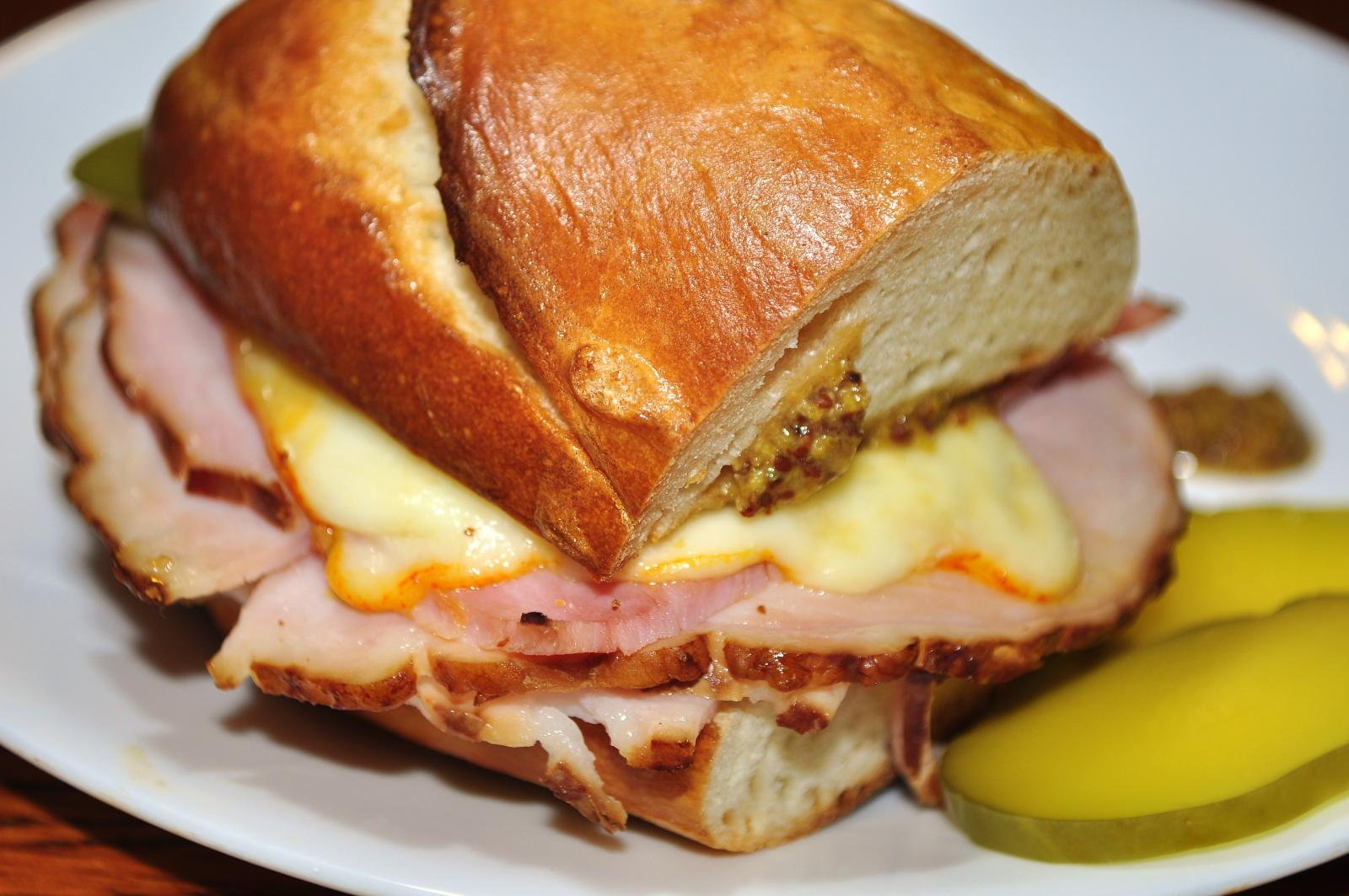
شطيرة اللحم بالجبنة، إحدى أنواع شطائر الجبنة العديدة

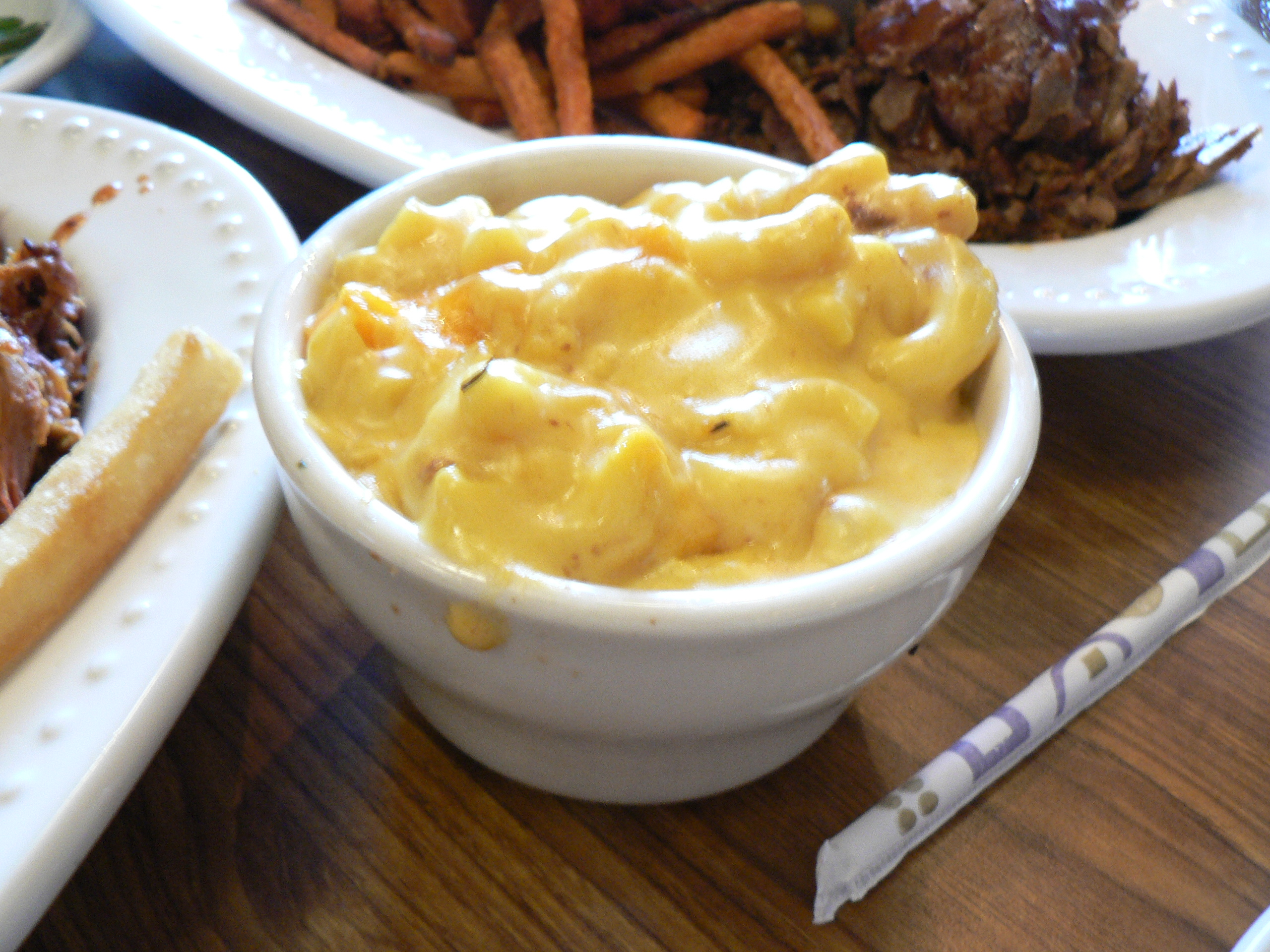
معكرونة بالجبنة، وهو طبق جانبي

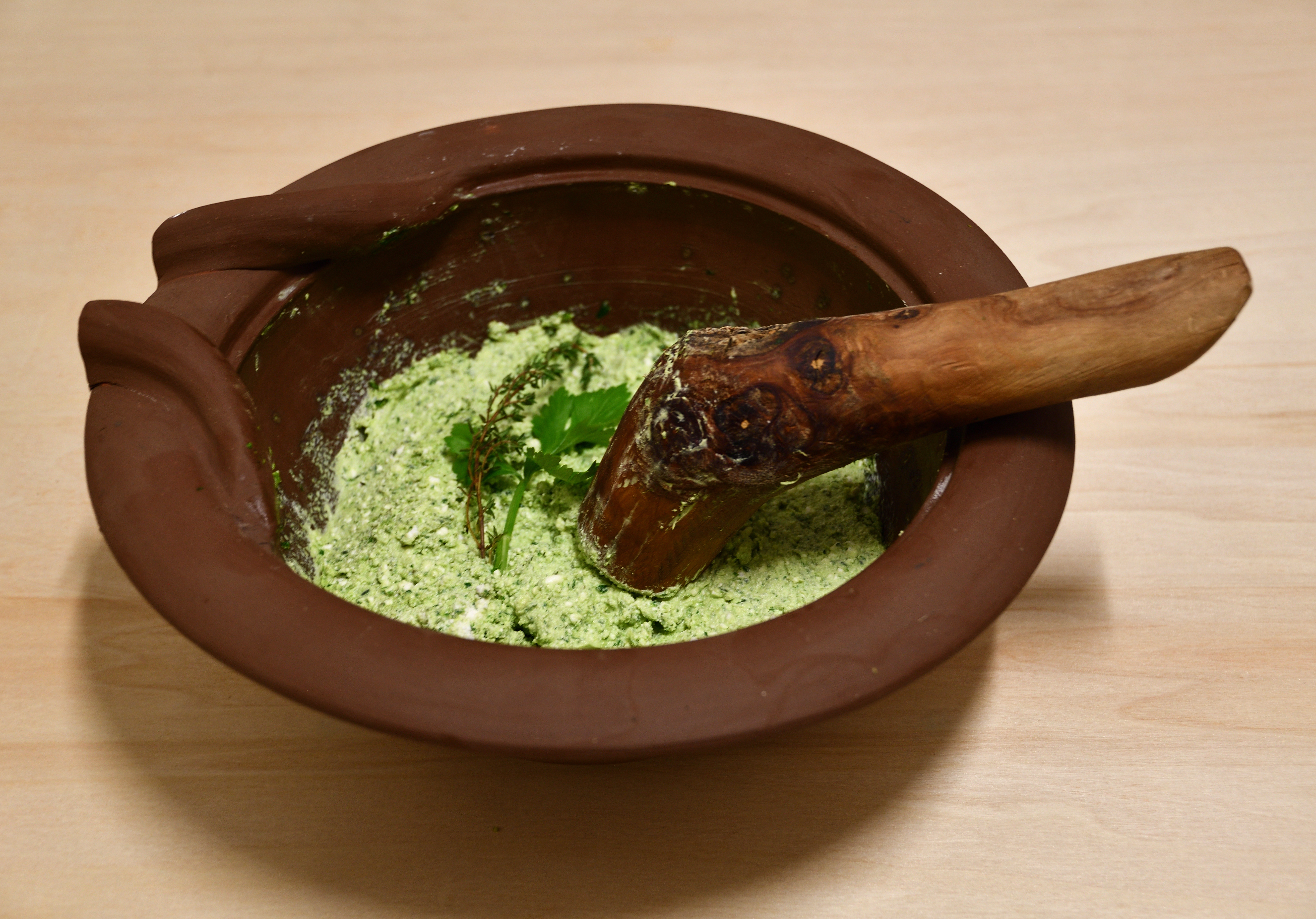
موريتوم أحد أنواع الجبنة المنكّهة بالأعشاب، وهو طبق اعتاد الناس في روما القديمة تناوله مع الخبز

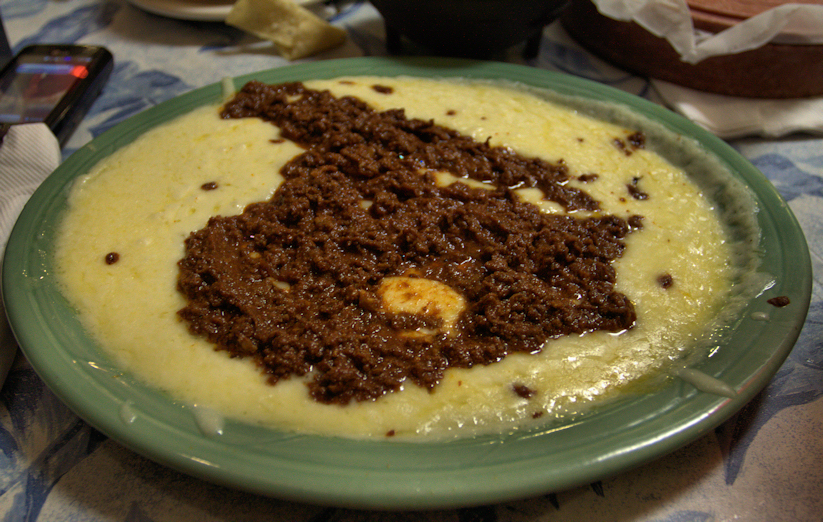
كويسو فلاميادو يحضّر بجبنة أوكساكا ويوضع السجق على وجه الطبق.

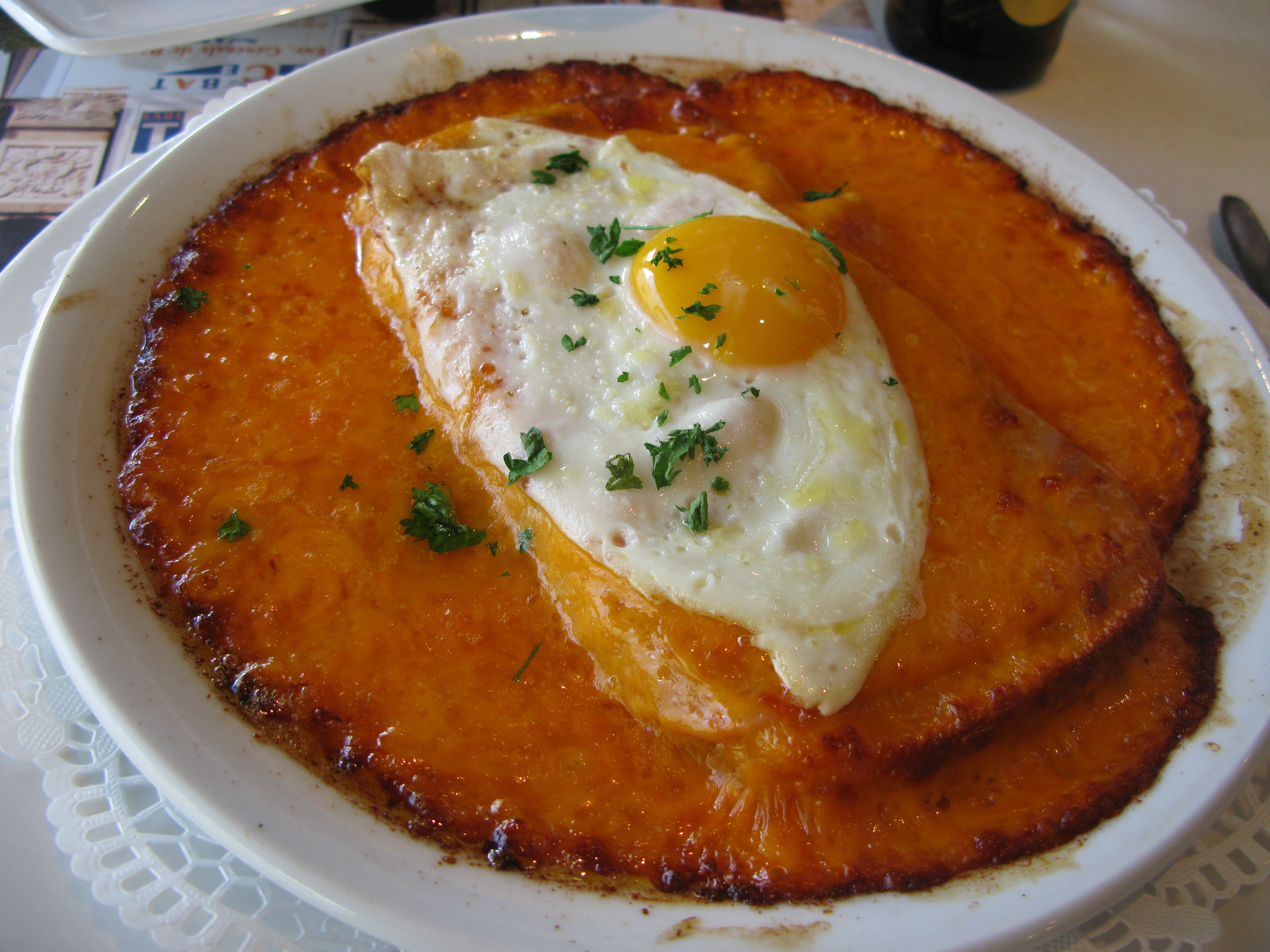
قرص جبن مصنوع من صلصة مكونة من جبن مذاب ومكونات أخرى، يقدم ساخناً على شرائح الخبز أو في طبق للتغميس

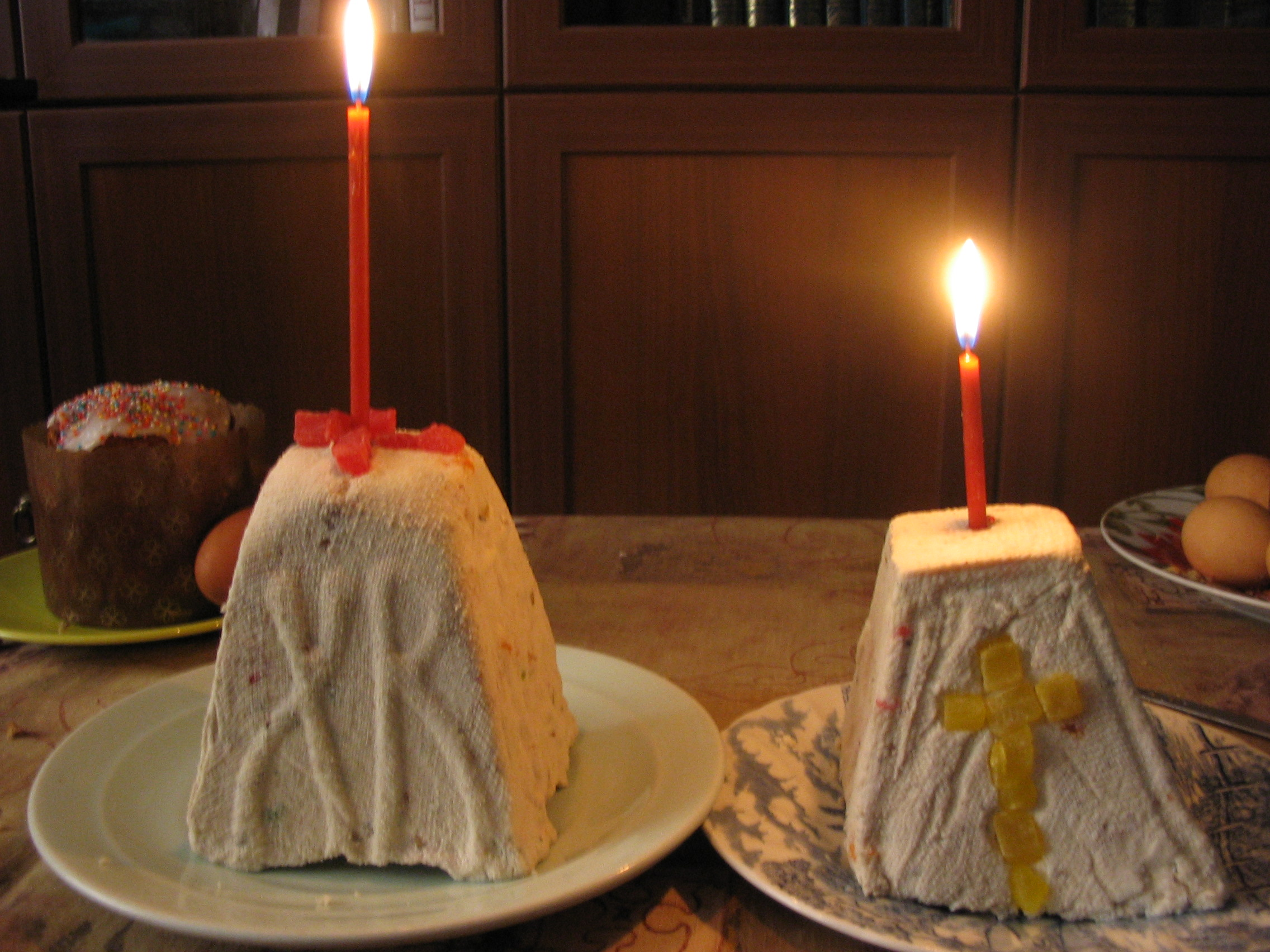
باسخا مصنوعة من جبن اللبن الرائب

- أليغو (طبق فرنسي)
- ألموغروت
- جبن أريزونا المقرمش
- جبنة البيرة
- حساء البيرة
- برينزوفي غالوشكا
- حساء الجبن
- سلطة كابريزي
- Caşcaval pane
- قرنبيط بالجبنة
- Cervelle de canut
- صلصة التشيدر
- خبز الجبن
- Cheese dog
- Cheese dream
- Cheese fries
- Cheese on toast
- بودينغ الجبنة
- نفخة الجبن  [لغات أخرى]‏
- لفائف الجبنة
- شطيرة الجبنة
- Cheese slaw
- تشيز كيك
- Chèvre chaud
- Chhena Jhili
- تغميسة كويسو
- Cocoloşi
- كروك موسيو
- Curd snack
- إيما داتشي
- فوندو
- فريكو
- فطيرة فريتو
- Fromage fort
- Gougère
- جولاب جامون
- Ham and cheese sandwich
- Hauskyjza
- Hellimli
- تيروبيتا
- كيشي يينا
- خاتشبوري
- لازانيا
- بيروغة
- Liptauer
- Llapingacho
- معكرونة بالجبنة
- Masan (pastry)
- Mattar paneer
- Mazë
- Međimurska gibanica
- شطيرة ذائبة
- Moretum
- صلصة مورناي
- أصابع الموزاريلا
- ناتشوز
- أبتسدة
- Papas chorreadas
- باسخا
- باستيز
- بيتزا
- Poulet au fromage
- بوتين (أكلة)
- بروفوليتا
- Quarkkäulchen
- Queijadinha
- كويساديلا
- كويسللو
- كويستو
- Queso flameado
- راكليتي
- Rasabali
- ساجاناكي
- Schmear
- Scovardă
- Smažený sýr
- Smoked salmon cheesecake
- سباناكوبيتا
- Zagorski Štrukli / Štruklji
- Supplì
- سيرنيكي
- تكة
- Tirokafteri
- تيروبيتا
- تو (كيك)
- Túró Rudi
- Túrós csusza
- Urnebes
- فاتروشكا
- Vyprážaný syr
- ريربيت الويلزية

## روابط خارجية
قالب:قوائم الأغذية المحضرة
قالب:أجبان